# Order Świętego Jerzego (Hanower)
Order Świętego Jerzego, Order Domowy św. Jerzego  (niem. Sankt Georgs-Orden, St. Georgs-Hausorden) – najwyższy order hanowerski ustanowiony 23 kwietnia 1839 przez Ernesta Augusta I Hanowerskiego z dynastii Welfów. Liczba odznaczonych tym jednoklasowym odznaczeniem ograniczona była do 16, oprócz członków rodziny królewskiej. W 1866 utracił status odznaczenia państwowego wraz z likwidacją królestwa i przetrwał jako order domowy hanowerskiej gałęzi rodu Welfów.
Wielcy Mistrzowie orderu:
- Ernest August I Hanowerski (1839-1851)
- Jerzy V Hanowerski (1851-1878)
- Ernest August II Hanowerski (1878-1923)
- Ernest August III Hanowerski (1923-1953)
- Ernest August IV Hanowerski (1953-1987)
- Ernest August V Hanowerski (od 1987)